# Картина

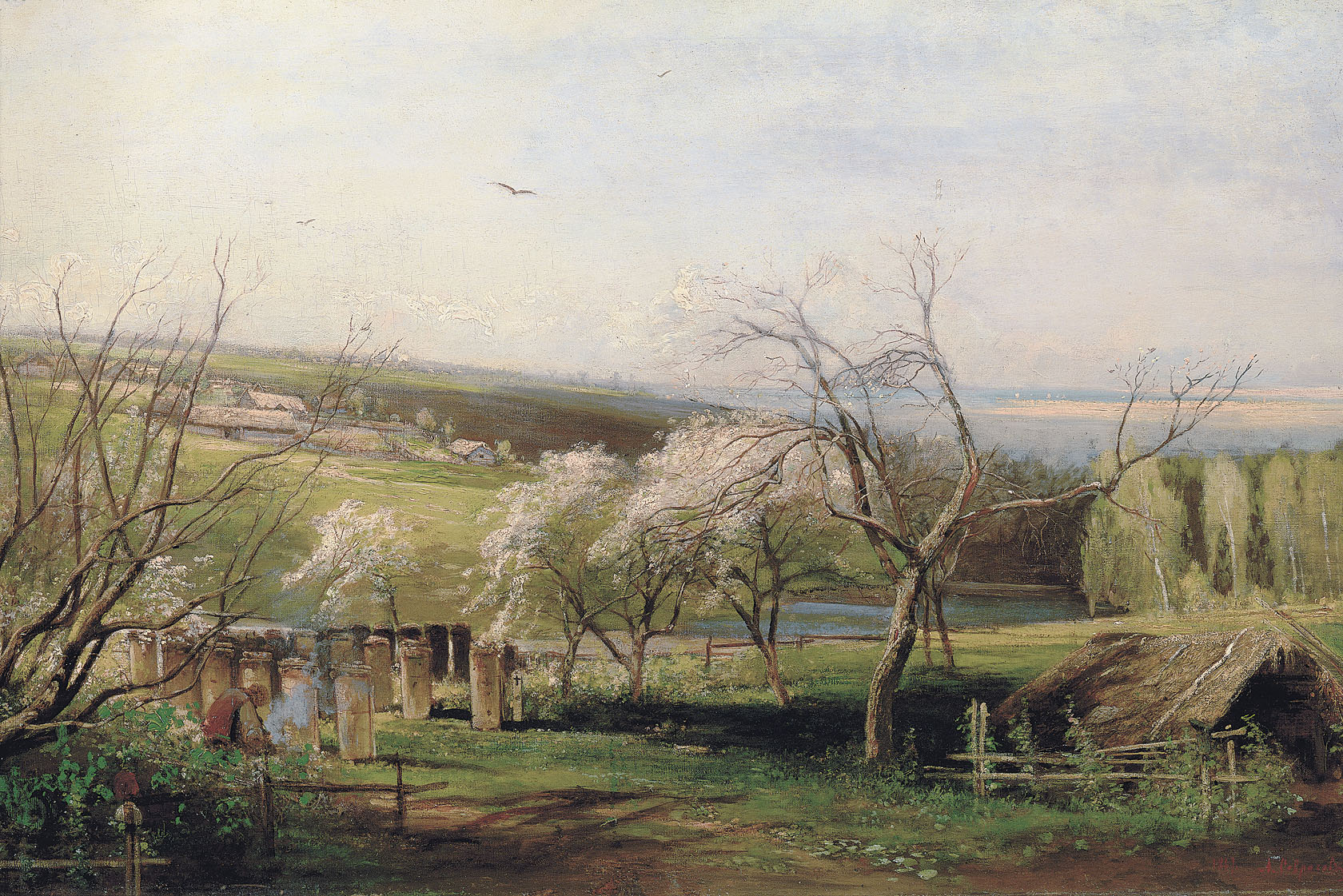
А. К. Саврасов. Сельский вид. 1867

Картина в живописи (итал. cartina — тонкая, красивая бумага, от итал. carta — бумага) — произведение изобразительного искусства, «относительно ограниченное от окружающей среды и предполагающее сосредоточенное, длительное восприятие с одной фиксированной точки зрения». Отсюда вторичные значения слова в эстетическом аспекте: «картинка, картинный» в смысле «прекрасный вид природы», красивый пейзаж; «картиниться — рисоваться, хорошиться, выставлять себя напоказ».
Поэтому под картиной подразумевают произведение станко́вого искусства, обычно живописи. Для других разновидностей изобразительного творчества, например графики, используют иные названия: рисунок, графический лист, эстамп. Произведения декоративного искусства также в строгом смысле слова не следует называть картинами, поскольку декоративные росписи обретают художественный смысл только во взаимосвязи с окружающей средой (архитектурой, плоскостью декорирования, формой изделия). Книжная миниатюра, иллюстрация связаны с форматом страницы и книгой как «целостным организмом» (определение В. А. Фаворского). Подготовительные эскизы, этюды, в отличие от законченного произведения, также не являются картинами (допускается лишь разговорное: «картинка»). Распространённое мнение о том, что картина должна представлять собой наглядное, убедительное и даже иллюзорное, изображение, также неверно. Картина может быть и абстрактной, и даже незавершённой, но обязательно замкнутой «самой в себе».
В истории искусства выработано понятие «изображение картинного типа», предполагающее замкнутую композицию, в прямоугольной раме, обеспечивающей функцию отграничения изображения от окружающего пространства. Именно поэтому наилучшие условия восприятия картины обеспечивает гладкая и ровная, нейтральная по цвету стена музея или выставочного зала. Отсюда также возникает проблема обособления понятий «картина» (станковое изображение) и «икона». Понятия «изображение» и «икона» имеют общую этимологию и корневую основу (слово «образ»). Они относятся к одному виду изобразительного искусства, но имеют разные функции, которые исторически стали причиной иконографических, композиционных и стилевых особенностей. Эта проблема соприкасается с проблемой специфики жанров изобразительного искусства.
Изображения картинного типа характерны для западноевропейского классического искусства, поскольку живописная картина, как произведение относительно самостоятельного станкового творчества, отделилась от архитектуры и художественных ремёсел только в эпоху итальянского Возрождения, хотя история живописной картины на досках (пинаках) начиналась ещё в Античности. На Востоке морфологические процессы в искусстве протекали иначе. Так, например, в Китае живописцы работали на свитках, в Японии расписывали ширмы и веера. Картина — европейское понятие.
Живописная картина, как материальный объект (деревянная доска, холст, картон), ограниченный профилированной рамой, на поверхности которого создаётся особое — концептуальное — изобразительное пространство (независимо от того, имеет оно иллюзорные свойства или нет), представляет собой, по справедливому определению С. М. Даниэля, «невозможный, парадоксальный объект», определяемый дуализмом категорий «быть» и «казаться». С физической точки зрения картина является двумерной поверхностью с нанесёнными на неё красками, а с художественной — особым миром, вмещающим в себя пространство и предметы, истинные физические размеры которых много больше изображённых на картине. В изобразительном пространстве «картинного типа» могут соединяться предметы, не сочетаемые в действительности; время может быть остановлено или пущено в обратном направлении.
Британский исследователь психологии зрительного восприятия Р. Грегори формулировал эту мысль следующим образом: «Всякий предмет является самим собой, и только картины имеют двойную природу, и поэтому они — единственный в своём роде класс парадоксальных объектов… Картины парадоксальны. Никакой объект не может находиться в двух местах одновременно; никакой объект не может быть одновременно двумерным и трёхмерным. А картины мы видим именно так. Картина имеет совершенно определённый размер, и в то же время она показывает истинную величину человеческого лица, здания или корабля. Картины — невозможные объекты».
В искусстве авангарда, модернизма и постмодернизма XX века, в противопоставление традиционному картинному восприятию формировались приёмы «клипового мышления», основанного не на композиционном, а на комбинаторном принципе формосложения, чередования цитат, обрывков фраз и осколков форм. В этом смысле история искусства показывает, что изображение картинного типа присуще классическим эпохам, когда сознание человека обладает свойствами целостности и гармоничности отношений с окружающим миром.
Картина в драме, опере, балете, в киноискусстве — законченная часть акта или произведения, ограниченная неизменным пространством действия. При постановке на сцене, как правило, показывается без смены декораций. На сленге кинематографистов картиной называется кинофильм.
Репродукция или копия оригинала может также называться картиной, если в соответствующем контексте неважно, копия это или оригинальное произведение. Например, «в коридоре висело несколько картин».
Способность человека реагировать на отсутствующие, воображаемые ситуации, представленные в картинах, является важным этапом в развитии абстрактного мышления. Иоганн-Вольфганг Гёте писал: «Картины не просто раскрашенный холст, они воздействуют на чувства и мысли, оставляют след в душе, пробуждают предчувствия».

## Известность картин
Популярность тех или иных картин зависит от многих факторов. В первую очередь это профессионализм художника. Также зачастую популярность холста определяют стиль и эпоха, в которую было создано данное произведение искусства. Но бывает, что широкую известность полотну обеспечивает история, случившаяся с ним. Так, самая известная картина в мире — «Мона Лиза» — стала таковой не только благодаря высочайшему мастерству её создателя Леонардо да Винчи, но и благодаря истории её кражи в 1911 году. Через пару лет «Джоконда» нашлась, после этого став чрезвычайно ценным произведением искусства, которое в данный момент хранится в Лувре за пуленепробиваемым стеклом.